# Buniasih (Tegal Buleud)
Buniasih is een bestuurslaag in het regentschap Sukabumi van de provincie West-Java, Indonesië. Buniasih telt 6119 inwoners (volkstelling 2010).